# Sankt Marein bei Neumarkt
St. Marein bei Neumarkt war bis Ende 2014 eine Gemeinde mit 915 Einwohnern (Stand: 1. Jänner 2016) im Bezirk Murau in der Steiermark. Im Rahmen der Gemeindestrukturreform in der Steiermark ist sie seit 2015 mit den Gemeinden Dürnstein in der Steiermark, Kulm am Zirbitz, Mariahof, Perchau am Sattel, Neumarkt in Steiermark und Zeutschach zusammengeschlossen,
die neue Gemeinde führt den neuen Namen Neumarkt in der Steiermark.
Grundlage dafür ist das Steiermärkische Gemeindestrukturreformgesetz – StGsrG.
Eine Beschwerde des Bürgermeisters von Sankt Marein bei Neumarkt an den Verfassungsgerichtshof gegen die Zusammenlegung war nicht erfolgreich.

## Geografie
St. Marein bei Neumarkt liegt etwa 20 km südöstlich von Murau. Höchste Erhebung des ehemaligen Gemeindegebiets ist der Kreiskogel in den Seetaler Alpen.

## Ehemalige Gemeindegliederung
Das Gemeindegebiet umfasste folgende zwei Ortschaften (Einwohner Stand 1. Jänner 2016):
- Sankt Georgen bei Neumarkt (499)
- Sankt Marein bei Neumarkt (416)

Die Gemeinde bestand aus drei Katastralgemeinden
- Greuth (853,41 ha)
- St. Georgen (2.132,15 ha)
- St. Marein (2.489,90 ha)

## Ehemalige Nachbargemeinden
Sieben der neun ehemaligen Nachbargemeinden lagen im Bezirk Murau:
- Dürnstein in der Steiermark
- Kulm am Zirbitz
- Mühlen
- Neumarkt in Steiermark
- Perchau am Sattel
- Sankt Lorenzen bei Scheifling
- Zeutschach
- Oberweg (Bezirk Judenburg)
- Friesach (Bezirk Sankt Veit an der Glan)

## Geschichte
Die politische Gemeinde St. Marein wurde 1849/50 errichtet.
Das Schloss Lind (1601) der Gemeinde St. Marein bei Neumarkt diente während der nationalsozialistischen Herrschaft als Außenstelle (1942–1945) des KZ Mauthausen. Etwa 30 vorwiegend politische Häftlinge wurden für land- und forstwirtschaftliche Arbeiten sowie im Landwegebau der Gemeinde eingesetzt.
Per 1. Jänner 1963 wurde die ebenfalls seit 1850 bestehende Nachbargemeinde St. Georgen bei Neumarkt der Gemeinde St. Marein eingemeindet.
Am 1. Jänner 2015 wurde die Gemeinde St. Marein bei Neumarkt in die neue Gemeinde Neumarkt in der Steiermark eingemeindet.

## Wirtschaft
Laut Arbeitsstättenzählung 2001 gab es 29 Arbeitsstätten mit 216 Beschäftigten in der Gemeinde sowie 283 Auspendler und 96 Einpendler. Es gab 83 land- und forstwirtschaftliche Betriebe (davon 42 im Haupterwerb), die zusammen 4.583 ha bewirtschafteten (Stand 2001).

## Bildung
Die Volksschule Sankt Marein bei Neumarkt hat im Schuljahr 2017/18 vier Klassen mit 61 Schülern.

## Persönlichkeiten
- Jürgen Säumel (* 1984) Friesach, (Profifußballer bei SK Sturm Graz und Brescia Calcio sowie 20-facher Nationalteamspieler von Österreich)

## Politik
Der Gemeinderat mit 15 Mitgliedern erhielt bei der Gemeinderatswahl 2010 folgende Verteilung:
- ÖVP 300 Stimmen / 45,80 % / 7 Mandate
- SPÖ 111 Stimmen / 16,95 % / 2 Mandate
- FPÖ 244 Stimmen / 37,25 % / 6 Mandate

Bürgermeister
- bis 2014 war Peter Müller (FPÖ)

## Wappen
Die Verleihung des Gemeindewappens erfolgte mit Wirkung vom 1. Juni 1986. Wegen der Gemeindezusammenlegung verlor dieses mit 1. Jänner 2015 seine offizielle Gültigkeit.

Blasonierung (Wappenbeschreibung):
„In Blau pfahlweise ein goldener Akanthus mit einer wachsenden goldenen Lilie.“

## Kultur und Sehenswürdigkeiten

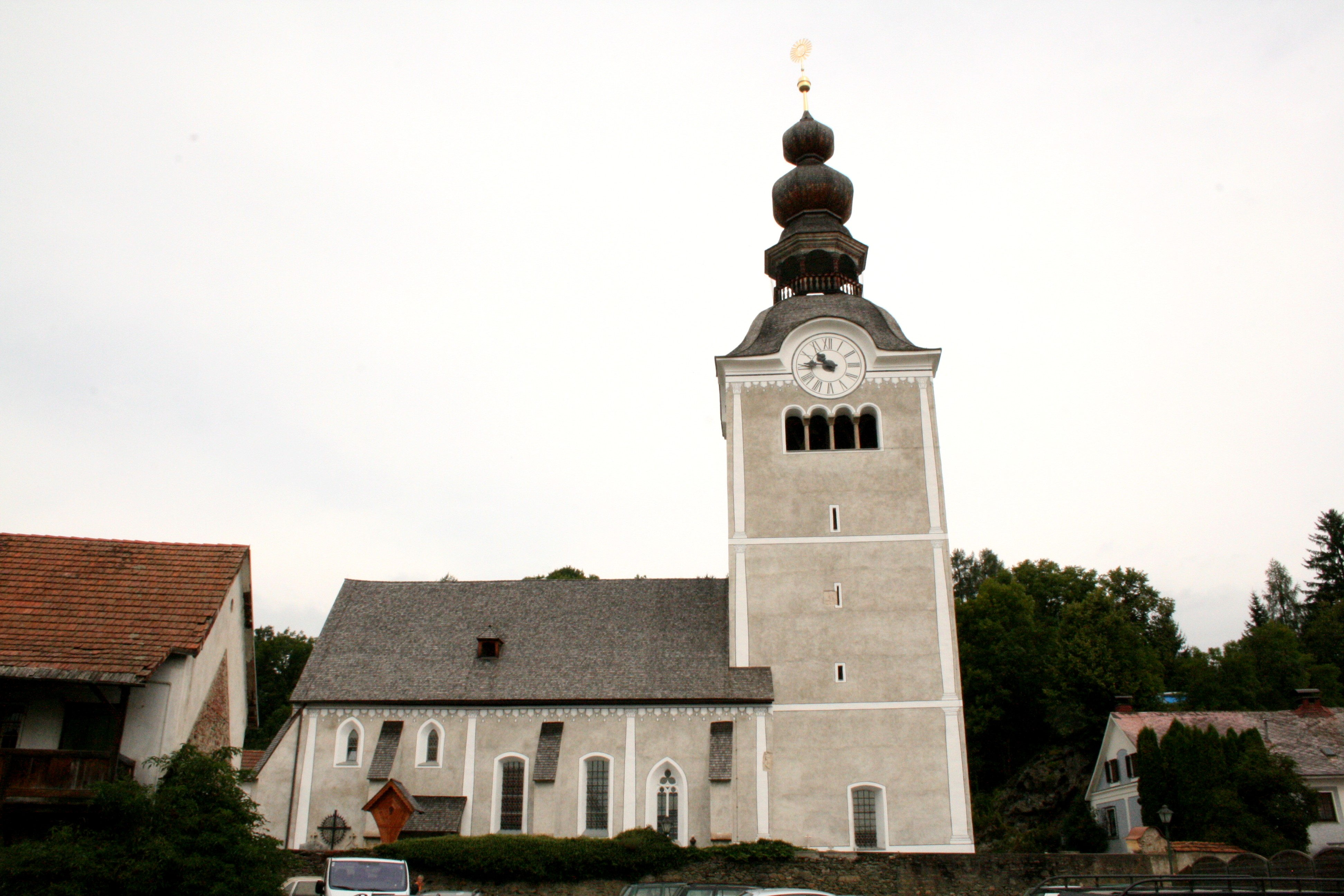
Pfarrkirche St. Marein bei Neumarkt

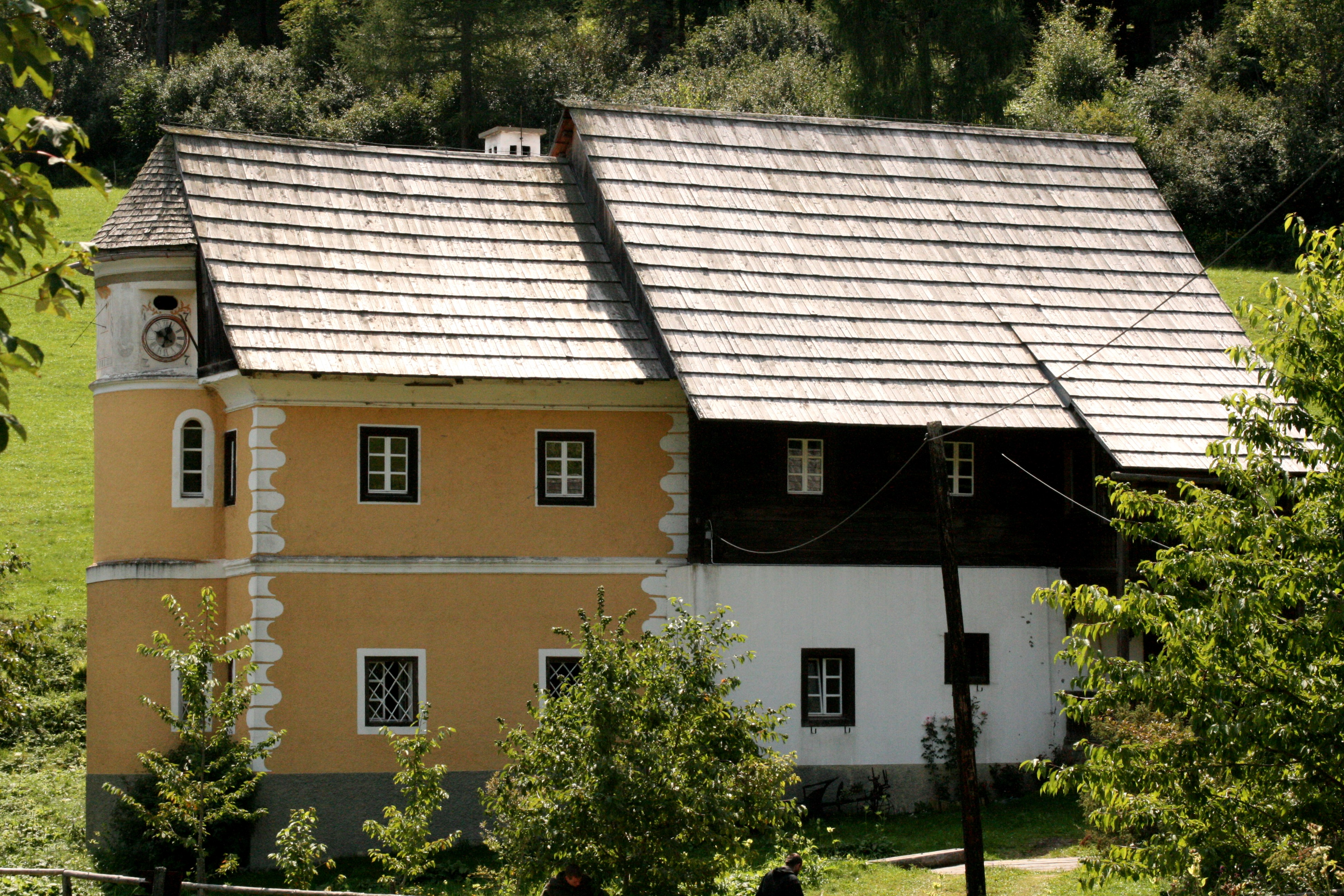
Das Knappenhaus in der Pöllau, fertiggestellt 1727

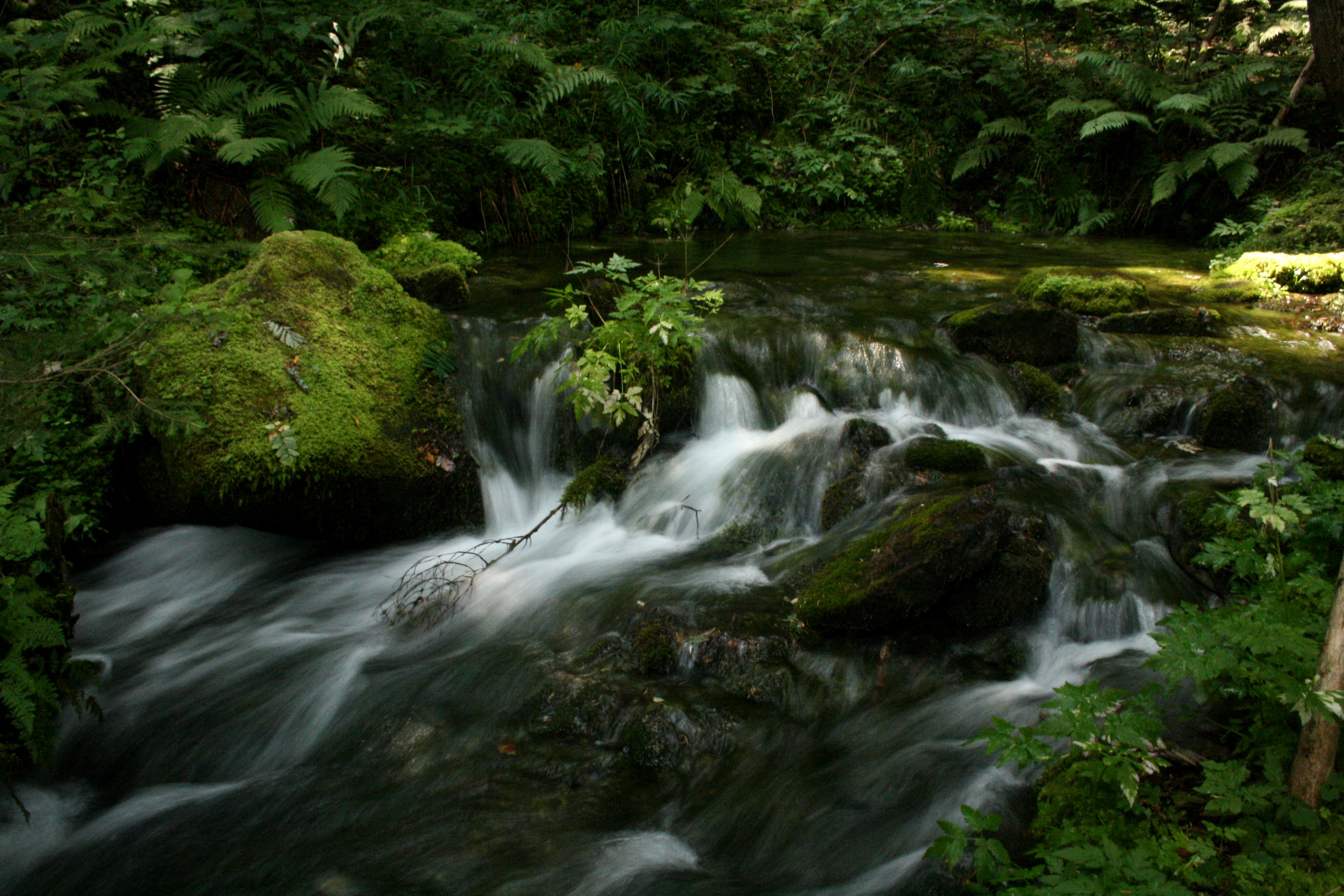
Pöllauer Ursprung, eine Karstquelle

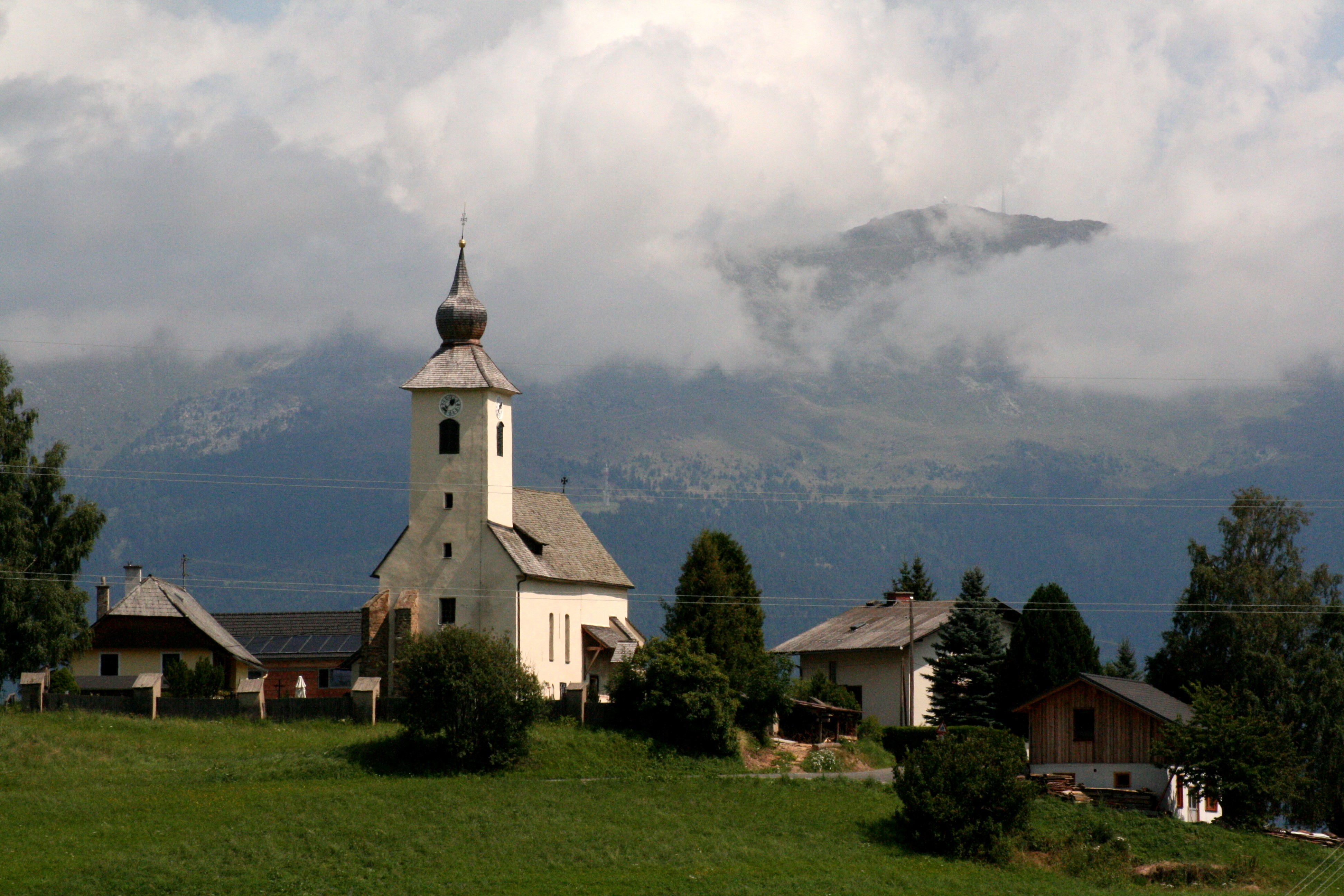
Pfarrkirche von Pöllau

- Die Gegend um Pöllau war früher ein recht bedeutender Fundort für Eisenerz. Vor dieser Zeit zeugt das erhaltene Knappenhaus.
- Schloss Lind und Das Andere Heimatmuseum
- Pfarrkirche St. Marein bei Neumarkt
- Pfarrkirche Greith
- Pfarrkirche Pöllau in Sankt Marein bei Neumarkt
- St. Jakob am Mitterberg, spätromanische Kirche, im Wiederaufbau
- Der Kaskadenwasserfall in der Graggerschlucht
- Handweberei Schaffer/Mayer
- Ursprungsquellen
- Gletschermühlen
- Das andere Heimatmuseum Schloss Lind
- Der See in See
- Die Ausgrabung der Kirche in St. Georgen
- Der alte Hochofen in Pöllau mit dem Pöllauer Ursprung beim Knappenhaus